# Vườn quốc gia Gunung Mulu
Vườn quốc gia Gunung Mulu là một vườn quốc gia nằm tại huyện Marudi, Miri, Sarawak, Malaysia. Đây là một Di sản thế giới được UNESCO công nhận bao gồm các hang động và thành tạo karst trong một khu vực núi có những cánh rừng mưa nhiệt đới. Vườn quốc gia nổi tiếng với những hang động và những cuộc thám hiểm khám phá các hang động và khu rừng nhiệt đới xung quanh, đáng chú ý nhất là cuộc thám hiểm của Hiệp hội Địa lý Hoàng gia năm 1977–1978 với 100 nhà khoa học đã đến đây trong 15 tháng. Tên của vườn quốc gia được đặt theo Núi Mulu, là ngọn núi cao thứ hai ở Sarawak.

## Lịch sử

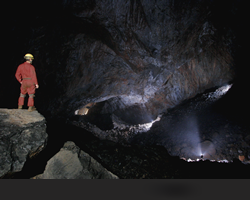
Buồng hang Api trong hang Whiterock, núi Api, được chụp trong chuyến thám hiểm năm 2005.

Tài liệu sớm nhất về các hang động tại Gunung Mulu là vào năm 1858 khi Spenser St. John lúc đó là Lãnh sự Anh tại Brunei đề cập đến những khối đá vôi riêng rẽ bị xói mòn bởi nước, với những hang động và đường hầm tự nhiên trong cuốn sách của ông có tựa đề "Life in the Forests of the Far East" (Cuộc sống trong các khu rừng của Viễn Đông). Spenser đã cố gắng leo lên núi Mulu sau đó nhưng không thành công do các vách đá vôi, rừng rậm và các đỉnh nhọn.
Vào thế kỷ 19, Charles Hose của Vương quốc Sarawak đã cố gắng leo lên núi Mulu nhưng không thành công. Chỉ đến những năm 1920, khi một thợ săn tê giác Berawan tên là Tama Nilong phát hiện ra sườn núi phía tây nam gần ngọn núi cuối cùng dẫn lên đỉnh núi. Năm 1932, Tama Nilong dẫn Lord Shackleton trong một cuộc thám hiểm của Đại học Oxford tới đỉnh núi Mulu, và đây là lần đầu tiên chinh phục thành công núi Mulu. Năm 1961, G.E. Wilford thuộc Cơ quan Khảo sát Địa chất Malaysia đã đến thăm các hang động Mulu. Ông đã khảo sát hang Deer và hang Winds. Ông cũng đưa ra dự đoán rằng, sẽ còn nhiều hang động tại đây sẽ được khám phá trong tương lai.
Vào năm 1974, núi Mulu và các khu vực xung quanh được chính phủ Sarawak coi là vườn quốc gia. Năm 1978, Hiệp hội Địa lý Hoàng gia đã tổ chức một đoàn thám hiểm đến Vườn quốc gia Mulu. Đây là chuyến thám hiểm lớn nhất từng được phái đến từ Vương quốc Anh. Cuộc thám hiểm kéo dài trong 15 tháng và đã khám phá được 50 km hang động. trong cuộc thám hiểm này, Hệ thống hang Clearwater, hang Green, Wonder và Prediction đã được thăm dò. Vào thời điểm đó, không có bất kỳ sân bay hay đường xuyên rừng nào dẫn đến Mulu. Một khu trại được thành lập tại Long Pala, và để đến được đây phải mất đến ba ngày đường từ Miri. Do đó, việc khám phá các hang động ở sườn phía tây của núi Api được tiến hành. Vào tháng 12 năm 1980, một đội thám hiểm khác của Anh đã được gửi đến hang động của Mulu trong bốn tháng, và buồng hang Sarawak nằm trong Gua Nasib Bagus đã được phát hiện. Năm 1984, Gunung Mulu được công nhận là Vườn di sản ASEAN, một trong những địa điểm đầu tiên có được danh hiệu này. Năm 1985, vườn quốc gia chính thức mở cửa cho công chúng tham quan. Trong một cuộc thám hiểm của Anh vào năm 1988, một đường lối dẫn đã được thiết lập giữa hang Clearwater và Winds, kéo dài hang Clearwater thành 58 km (190.000 ft), được cho là lối đi hang động dài nhất ở Đông Nam Á. Hang Blackrock cũng được phát hiện trong chuyến thám hiểm này. Năm 1991, một lối đi khác đã được phát hiện giữa hang Blackrock và Clearwater, làm cho hang Clearwater kéo dài lối đi lên thành 102 km (335.000 ft), trở thành lối đi hang động dài thứ 7 trên thế giới. Giữa năm 1993 và 2000, các đoàn thám hiểm Anh đã khám phá sườn phía đông của núi Api với một số khám phá được thực hiện tại Thung lũng Hidden.
Giữa năm 1995 và 2000, một nhóm thám hiểm người Mỹ đã khảo sát núi Buda (Gunung Buda). Trong những cuộc thám hiểm này, hang Deliveryance đã được phát hiện. Năm 2000, vườn quốc gia chính thức được UNESCO công nhận là Di sản thế giới. Với diện tích 52.864 hécta (528,64 km2), đây là vườn quốc gia lớn nhất tại Sarawak. Năm 2001, vườn quốc gia Gunung Buda được chính phủ Sarawak thành lập.
Từ năm 2000, các đoàn thám hiểm người Anh đã chuyển trọng tâm để khám phá các hang động xung quanh núi Benarat. Hang Whiterock đo đó được phát hiện vào năm 2003. Năm 2005, lối đi liên kết hang Whiterock với hệ thống hang Clearwater được phát hiện, do đó mở rộng hệ thống hang Clearwater lên tới 129,4 km.Buồng han Api cũng được phát hiện trong cuộc thám hiểm đó. Các cuộc thám hiểm tiếp theo được tập trung vào việc khám phá thêm những lối đi còn ẩn giấu trong hang Whiterock. Năm 2017, chiều dài hang Whiterock được đo là 100 km (330.000 ft) và hang Clearwater được đo lên đến 226,3 km (742.000 ft).

## Địa lý

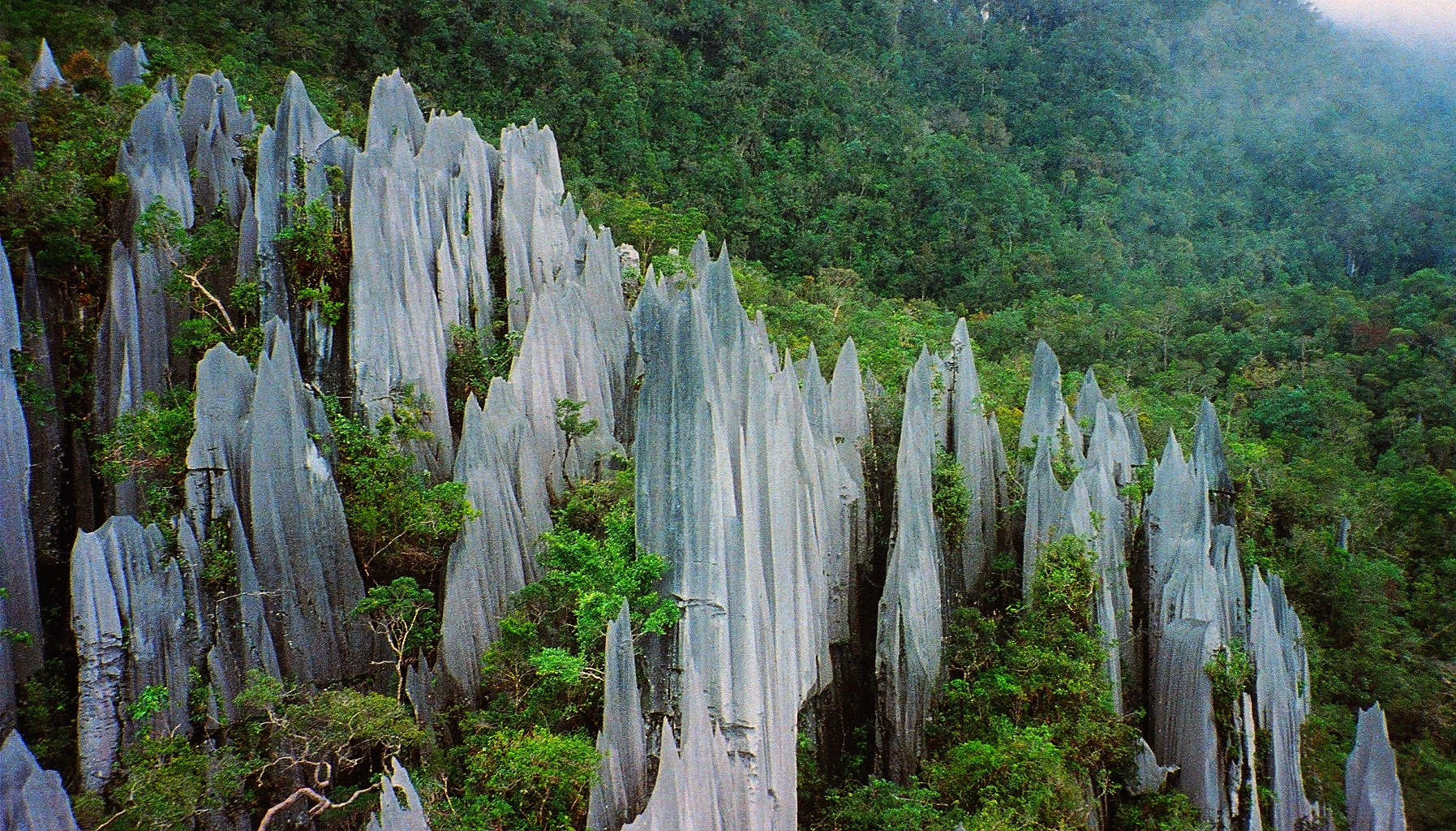
Các đỉnh đá vôi lởm chởm của Núi Api.

Vườn quốc gia Gunung Mulu là khu vực karst nhiệt đới được nghiên cứu nhiều nhất trên thế giới. Nơi đây có tổng cộng 295 km hang động được khám phá, nơi có hàng triệu con chim Én và Dơi. Vườn quốc gia này nằm cách 100 km (330.000 ft) từ Brunei, giữa thượng nguồn sông Tutoh và Mendalam, nhánh của sông Limbang. Phía tây của vườn quốc gia là khu vực đất thấp (chiếm 38% diện tích vườn quốc gia) trong khi phía đông là các dãy núi đá vôi và sa thạch. Địa hình vườn quốc gia bao gồm các đỉnh núi gồ ghề, sườn núi dốc, vách núi, vách đá tuyệt đẹp, hẻm núi, háp karst, hang động, suối nước nóng, vùng ngập lũ và thác nước.
Vườn quốc gia bị chi phối bởi ba ngọn núi chính là Núi Mulu cao 2.376 m (7.795 ft), Núi Api cao 1.750 m (5.740 ft) và Núi Benarat cao 1.858 m (6.096 ft). Mulu là một ngọn núi sa thạch trong khi Api và Benarat là những ngọn núi đá vôi. Đỉnh núi Mulu được bao phủ bởi những khu rừng rêu, trong khi trên núi Api là rất nhiều những tháp karst lởm chởm. Hẻm núi Melinau chia tách hai núi Benarat và Api, còn hẻm núi Medalem chia tách núi Buda và Benarat. Tuy vậy, núi Buda lại nằm trong ranh giới của một vườn quốc gia khác có tên là Gunung Buda.
Gunung Mulu là nơi có ba hệ thống hang động đáng chú ý là Phòng hang Sarawak (một trong những phòng hang ngầm lớn nhất thế giới), hang Deer (hang có lối đi chính lớn nhất giới) và hang Clearwater (hệ thống hang động dài nhất Đông Nam Á). Buồng hang Sarawak dài 600 m (2.000 ft), rộng 415 m (1.362 ft), cao ít nhất 80 m (260 ft), với thể tích 12.000.000 m3 (420.000.000 ft khối). Hang Deer có đường kính lối đi từ 120 m (390 ft) tới 150 m (490 ft), còn hang Clearwater tính đến tháng 10 năm 2018 đã có 227,2 km (745.000 ft) lối đi được khám phá. Các hang động khác trong khu vực này gồm hang Good Luck, Benarat và Winds.

## Đa dạng sinh học

### Động vật
Vườn quốc gia này là nơi có 20.000 loài động vật không xương sống, 81 loài động vật có vú, 270 loài chim, 55 loài bò sát, 76 loài lưỡng cư và 48 loài cá. Có tổng cộng 8 loài Hồng hoàng được phát hiện ở Mulu, bao gồm cả Tê điểu (Buceros rhinoceros), Hồng hoàng mỏ vằn Sunda (Aceros corrugatus), Hồng hoàng mũ cát (Rhinoplax vigil), đều là những loài bị đe dọa.
Vườn quốc gia có 28 loài dơi, trong đó riêng tại hang Deer đã 12 loài. Đây là nhà của khoảng ba triệu cá thể dơi Dơi thò đuôi môi vằn (Chaerephon plicatus). Hàng triệu con bay ra khỏi hang gần như vào mỗi tối để tìm kiếm thức ăn, trong khi những con Én và Yến hang vào hang để ngủ tạo thành cảnh tượng vô cùng ngoạn mục. Vào mỗi buổi sáng, cảnh tượng lại diễn ra ngược lại.
Các loài động vật có vú quan trọng trong vườn quốc gia gồm Tê tê Java (Manis javanica), Sóc đất lông nhung (Rheithrosciurus macrotis), Vượn bạc (Hylobates moloch), Gấu chó (Helarctos malayanus), Khỉ lá Maroon (Presbytis rubicunda) và Chồn họng vàng (Martes flavigula). Một số loài động vật khác gồm Trăn gấm, Rắn san hô sọc Malaysia, Ễnh ương Borneo, Cóc suối Gunung Mulu.

### Thực vật
Gunung Mulu chứa một số lượng lớn các loài thực vật. Tại đây có 17 vùng thực vật với 3.500 loài thực vật có mạch và 1500 loài thực vật có hoa. Có 109 loài của 20 chi thuộc Họ Cau, hơn 1.700 loài Rêu và Rêu tản, 8.000 loài nấm và 438 loài Pteridophyte được ghi nhận. Các vùng thực vật được tìm thấy trong vườn quốc gia là Rừng đầm lầy than bùn, Rưng dầu hỗn hợp, Rừng nhiệt đới, Rừng núi cao, rừng rêu. Rừng đất thấp chiếm khoảng 40% diện tích vườn quốc gia trong khi rừng trên núi là 20%.
Trong những khu rừng đầm lầy than bùn là sự phổ biến của những cây Vả sống bám, hay được gọi là cây "thắt cổ". Rừng dầu hỗn hợp xuất hiện ở khu vực có độ cao trên 800 mét, với những loài như Gụ Philippine, Sầu riêng, Bứa, Mù u, Vối. Từ 800 đến 1.200 mét là sự có mặt của những khu rừng núi thấp, tại đây chiếm ưu thế là những cây Sồi. Rừng núi cao có mặt ở độ cao từ 1.200 đến 2.170 mét. Thực vật biểu sinh có nhiều tại đây. Tán cây có chiều cao từ 10-20 mét. Nhiều loài cây bụi gồm Đỗ quyên, Việt quất và một số loại Cây nắp ấm như Nepenthes lowii (Nắp ấm Low), Nepenthes tentaculata, Nepenthes muluensis (Nắp ấm Mulu) đều là những loài đặc hữu của núi Mulu.
Ngoài ra, còn có các khu rừng đá vôi chủ yếu được tạo thành từ các loài thực vật đá vôi. Những khu rừng này bao gồm: rừng trên sườn núi đá vụn, thảm thực vật vách đá, thảm thực vật hang động và rừng trên núi cao. Một số loài được tìm thấy tại đây gồm Monophyllae beccarii, Calamus neilsonii và loài cọ đặc hữu Salacca rupicola.